# Маткоярви
Маткоярви — озеро на территории Юшкозерского сельского поселения Калевальского района Республики Карелии.

## Общие сведения
Площадь озера — 1,4 км², площадь водосборного бассейна — 82,1 км². Располагается на высоте 125,6 метров над уровнем моря.
Форма озера лопастная (условно состоит из двух частей, разделённых узкой протокой), продолговатая (вытянуто с северо-запада на юго-восток более чем на пять километров). Берега каменисто-песчаные, местами заболоченные.
Через озеро протекает река Норва, впадающая в реку Кемь.
К озеру подходит автодорога местного значения.
Код объекта в государственном водном реестре — 02020000911102000006039.